# Nationella Andliga Råd
Nationella andliga råd (eng: National Spiritual Assemblies) svarar för bahá'í-religionens ledning och administration i 183 länder enligt Bahá'í World Centre, Department of Statistics, 10 mars 2005. Bahá'í-religionen, med mellan sex och sju miljoner troende, finns enligt samma källa representerad i 191 länder och 45 territorier. Anledningen till att Nationella andliga råd inte finns i samtliga nationer är att ett Nationellt andligt råd måste bestå av nio valda bahá'íer som fyllt 21 år, ett minimum antal fungerande Lokala andliga råd, dels att bahá'í-tron inte tillåts i många, framför allt muslimska, länder. 

## Val och organisation
Ett Nationellt andligt råd på nio personer väljs i varje land årligen av delegater som de lokala samfunden i det landet på demokratisk väl väljer att skicka till ett årsmöte. Det Nationella andliga rådet väljer sedan inom sig ordförande, vice ordförande, kassaförvaltare, sekreterare, protokollsekreterare och fyra övriga ledamöter. Personer till de olika posterna väljs genom majoritetsbeslut, varför flera omröstningar och konsultation (se bahá'í-tron) kan krävas.
Det Nationella andliga rådet finansieras liksom resten av det internationella bahá'í-samfundet genom frivilliga gåvor från medlemmarna, och i bl.a. Sverige kommer en betydande andel av intäkterna från de Lokala Andliga Råden. Socio-ekonomiska biståndsprojekt öppna för människor från alla religioner kan samfinansieras med andra organisationer (till exempel Sida).
De Nationella andliga råden har till sin hjälp s.k. kontinentala rådgivare (eng: Continental Board of Counsellors), som utses av Universella Rättvisans Hus (eng: Universal House of Justice) i Haifa. De kontinentala rådgivarna kan i sin tur utse nationella rådgivare, vilka främst bistår Nationella andliga råden och hjälprådsmedlemmar som bistår Lokala andliga råden.

## Nationella andliga råd i världen
De 183 Nationella andliga råden i världen fördelar sig, enligt ovan nämnda statistik från 2005, på kontinenter enligt följande:
- Afrika 46 Nationella andliga råd för 26 746 bahá'íer
- Nord- och Sydamerika 43 Nationella andliga råd för 22 702 bahá'íer
- Asien 40 Nationella andliga råd för 41 057 bahá'íer
- Europa 37 Nationella andliga råd för 7 121 bahá'íer
- Australien och Oceanien 17 Nationella andliga råd för 4 343 bahá'íer

Delegater utsedda av världens Nationella andliga råd har till uppgift att vart femte år välja de nio ledamöterna av Universella Rättvisans Hus.
När det gäller kontinentala rådgivare fanns det år 2005 i hela världen 81 stycken:
- Afrika 19
- Nord- och Sydamerika 19
- Asien 19
- Europa 13
- Australien och Oceanien 11

Inga av de nämnda institutionerna eller organen – Universella Rättvisans Hus, Nationella andliga råd, Lokala andliga råd, kontinentala rådgivare, nationella rådgivare eller hjälprådsmedlemmar har någon som helst motsvarighet i andra religioners påvar, ärkebiskopar, biskopssäten, prästerskap, munkordnar eller andra ordnar, ayatollor, religiösa ledare, etc.